# Szansa
Szansa (egyszerűsített kínai írással: 三沙市, pinjin: Sānshā Shì) prefektúra szintű város Kínában, Hajnan tartományban. Lakosainak száma 2333 fő (2020).
A város székhelye a Yongxing-szigeten (Woody Island) található, és közigazgatásilag a Dél-kínai-tenger három szigetcsoportját – a Xisha (Paracel), a Zhongsha (Macclesfield Bank) és a Nansha (Spratly) szigeteket – fedi le. Szansa Kína legdélibb és legkisebb lakosságú prefektúraszintű városa, ugyanakkor a legnagyobb tengeri területet igazgatja, amely számos nemzetközi területi vitának is tárgya. 

## Népesség
| 2014 | 1 443 |
| 2020 | 2 333 |